# 日暮キノコ
日暮 キノコ (ひぐらし キノコ、6月3日 - ) は、日本の漫画家。女性。神奈川県出身。
『FASHION FREAK'S ROCKY ROAD』が第29回BF新人まんが大賞佳作を受賞しデビュー。2016年、『喰う寝るふたり 住むふたり』が「完結マンガ大賞2015」で5位に選ばれた。

## 作風
『個人差あり〼』の担当編集によると「人間関係を描かせたら当代随一の作家」だという。日暮には「「生きている人」を描きたい」という想いがあり、「登場人物それぞれに生身の人間らしさが垣間見えるように描き、その中でなにか読者の心に引っかかるものがあればいい」と語っている。

## 人物
ラーメンが好き。『らんま1/2』のように「特異体質」が出てくる漫画を好んでいる。マキシマム ザ ホルモンが大好きである。

## 作品リスト

### 連載
- ウメニウグイス（『別冊フレンド増刊 別フレ2009』7月号 - 11月号、全1巻） - 初の単行本[2]。
- 喰う寝るふたり 住むふたり（『月刊コミックゼノン』2012年4月号[9] - 2014年12月号、全5巻、新装版全5巻[10]） - 2014年にテレビドラマ化[11]。青年誌での初連載作[4]。
  - 喰う寝るふたり 住むふたり 続（『月刊コミックゼノン』2021年4月号[12] - 2023年6月号（本編）[13]、2023年7月号（番外編）[13][14]、既刊5巻）
- モンクロチョウ（『週刊ヤングマガジン』2013年12号[15] - 43号[16]、全3巻）
- ふつつか者の兄ですが（『月刊モーニングtwo』2015年5月号[17] - 2017年8月号、全6巻）
- 個人差あり〼（『モーニング』2018年51号[18] - 2019年49号→『コミックDAYS』2019年12月 - 2020年6月、全6巻） - 2022年にテレビドラマ化。

### 読み切り
- FASHION FREAK'S ROCKY ROAD - デビュー作[1]。
- 恋愛系お花体質（『別冊フレンド増刊 別フレ2007』[19]） - 『日暮キノコ短篇集 特異なあのコ』収録[19]
- HOLE-赤いスパイク-
- 卵の娘
- BURNIN' VALENTINE
- 七色クロゼット - 『ウメニウグイス』収録。
- ものごころ
- 充電彼女（『別冊フレンド増刊 別フレ2008』[19]） - 『日暮キノコ短篇集 特異なあのコ』収録[19]
- 泣いてもいいですか?
- 天国からのメッセージ
- わたしが泣いた日
- inuカップ（『モーニング・ツー』2019年1号[20]） - 『日暮キノコ短篇集 特異なあのコ』収録[19]
- 0229〜スロウリィ・ロング・ライフ〜（『週刊ヤングジャンプ』2020年2号[21]） - 『日暮キノコ短篇集 特異なあのコ』収録[19]
- ふかいキス（『モーニング』2022年35号[22]） - 『日暮キノコ短篇集 特異なあのコ』収録[19]

### その他
- このマンガがすごい!2015企画「あの人気漫画家に聞く!」（2014年12月[23]）
- 読みぞめ2016（講談社、2016年1月[24]）